# Anderson, Alabama
Anderson là một thị trấn thuộc quận Lauderdale, tiểu bang Alabama, Hoa Kỳ. Dân số năm 2009 là 355 người, mật độ đạt 106 người/km².